# Tuba (Benguet)
Tuba is een gemeente in de Filipijnse provincie Benguet op het eiland Luzon. Bij de laatste census in 2007 had de gemeente ruim 40 duizend inwoners.

## Geografie

### Bestuurlijke indeling
Tuba is onderverdeeld in de volgende 14 barangays:
| - Ansagan - Camp One - Camp 3 - Camp 4 - Nangalisan - Poblacion - San Pascual | - Tabaan Norte - Tabaan Sur - Tadiangan - Taloy Norte - Taloy Sur - Twin Peaks |

## Demografie
Tuba had bij de census van 2007 een inwoneraantal van 40.008 mensen. Dit zijn 1.642 mensen (4,3%) meer dan bij de vorige census van 2000. De gemiddelde jaarlijkse groei komt daarmee uit op 0,58%, hetgeen lager is dan het landelijk jaarlijks gemiddelde over deze periode (2,04%). Vergeleken met de census van 1995 is het aantal mensen met 419 (1,1%) toegenomen.
De bevolkingsdichtheid van Tuba was ten tijde van de laatste census, met 40.008 inwoners op 296 km², 135,2 mensen per km².

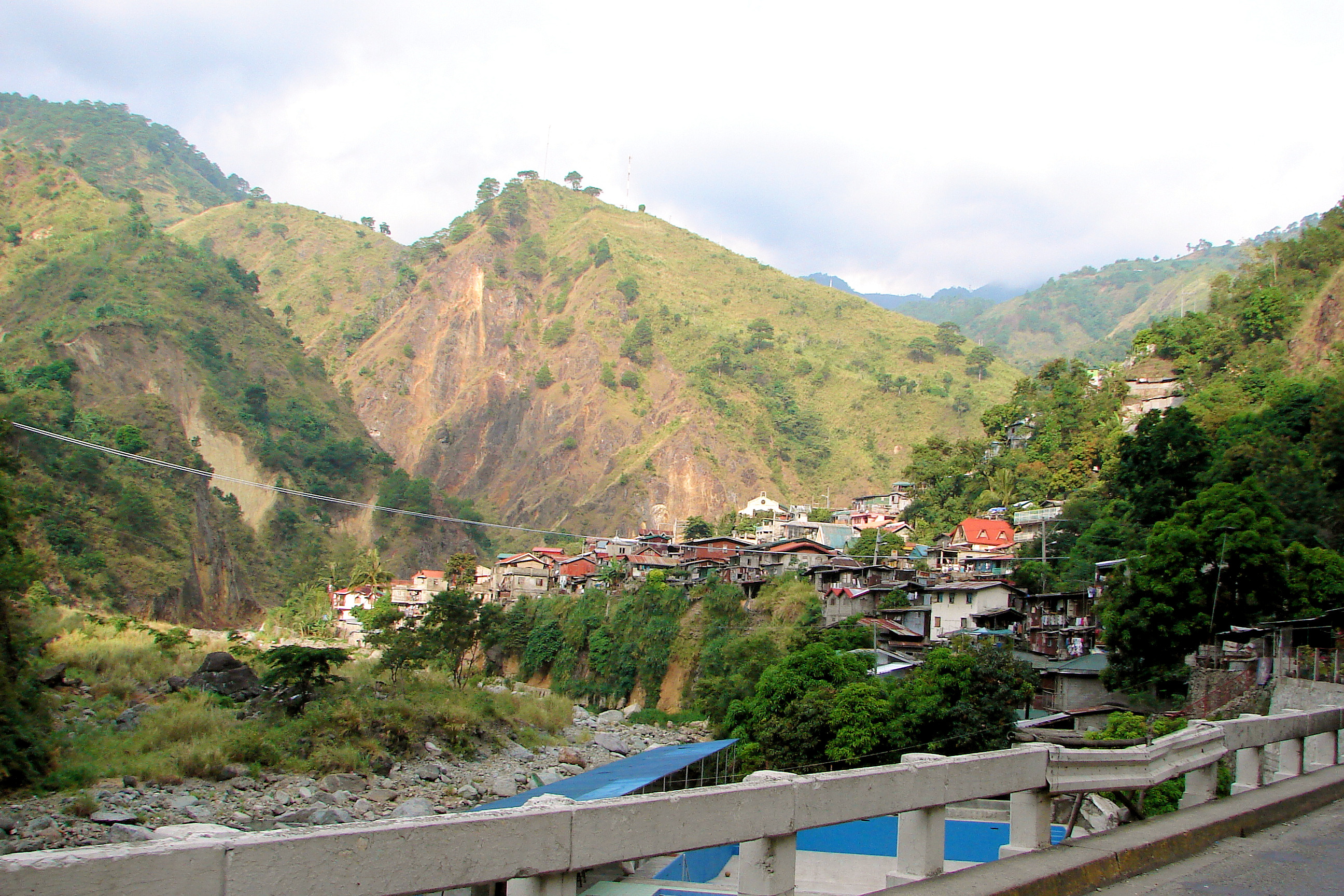
Camp 3